# محمد پسرک لی
محمد پسرک لی (به انگلیسی: Mohammad Pessarakli), زاده سال ۱۳۲۷ هجری شمسی در روستای معصوم‌آباد از توابع شهرستان گرگان است. از سال ۱۳۵۶ جهت ادامه تحصیل به ایالات متحده آمریکا مهاجرت کرده و موفق به اخذ دانشنامه دکترا کشاورزی و فوق دکترا مهندسی آب و خاک شد.
وی هم‌اکنون عضو هیئت علمی و استاد تمام دانشکده کشاورزی دانشگاه ایالتی آریزونا ایالات متحده آمریکا است.
دانشمند برتر و مرد سال ۲۰۰۵ میلادی به انتخاب سازمان بیوگرافی آمریکا و جز ۱۰۰ رهبر استادان جهان (استادان پیشرو) به انتخاب دانشگاه آکسفورد انگلستان، استاد نمونه دانشگاه، مؤلف بیش از ۱۰ جلد کتاب مرجع در زمینه‌های کشاورزی، آب، خاک، گیاه، فضای سبز و بیابان از افتخارات این استاد ایرانی الاصل دانشگاه آریزونا و پژوهشگر سرشناس می‌باشد.
تخصص اصلی ایشان فعالیت علمی و تحقیقاتی تنش‌های محیطی (به ویژه خشکی و شوری) بر روی گیاهان است.
در بین پژوهشگران، همکاران، دانشجویان، خبرنگاران رسانه‌ها به «پدر علم بیابان»، «نفس صحرا (کویر)»، «پدر فضای سبز» و «پدر علم آب و خاک» مشهور است.
او از سال ۱۳۹۴ هجری شمسی به صورت پاره وقت با پژوهشکده محیط‌های خشک در ایران همکاری می‌کند.